# Nemzetközi fonetikai ábécé

Az IPA angol kiejtése IPA-jelekkel

A nemzetközi fonetikai ábécé diagramos ábrázolása (2020)

A nemzetközi fonetikai ábécé (angolul: International Phonetic Alphabet, IPA; franciául: Alphabet Phonétique International, API) célja, hogy a beszélt nyelvek hangjainak (fonémáinak) kiejtését leírja. A Nemzetközi Fonetikai Szövetség (International Phonetic Association) készítette, eredetileg angol és francia kezdeményezésre. Története során számos nagy módosításon esett át.
Jelöléseit jelenleg főként a latin ábécé betűiből veszi, néhány jelet a görög ábécéből kölcsönzött, valamint néhány olyat is használ, amelyeknek nincs kapcsolatuk létező nyelvek írásképével.
Az IPA jelöléseinek ASCII-átírását – ezzel azok használatát kívánták megkönnyíteni – először a SAMPA, majd ezt továbbfejlesztve az X-SAMPA projekt valósította meg. Segítségével a fonetikai kiejtések leírhatók latin betűk, valamint néhány írásjegy használatával.
Az ábécé 28 magánhangzót, 63 mássalhangzót (valamint 6 további két jellel kifejezhető mássalhangzót: [d͡z], [d͡ʒ], [d͡ʑ], [t͡s], [t͡ʃ] és [t͡ɕ]), és néhány segédjelet foglal magába.

## A jelek származása
A nemzetközi fonetikai ábécé szimbólumai a latin ábécén alapulnak. Néhányat közülük azért is választottak bele, mert a legtöbb latin betűvel író nyelv ugyanúgy ejti. Ilyenek többnyire a [b], [d], [f], [ɡ], [h], [k], [l], [m], [n], [p], [s], [t], [v], [w], [z], magánhangzók közül az [a], [e], [i], [o], [u], bár vannak közöttük olyanok, amelyek kiejtése a legtöbb latin betűvel író nyelvben eltér. Pl.: [j], [r], [y]. Az ábécében több olyan jel is található, amelyet a latin betűk átalakításával hoztak létre, vagy írott formájukat (és azok átalakított változatát) használják ([ə], [ŋ]).
A görög ábécéből vették az alábbi jeleket: a [β], [ɣ], [θ], [ɸ] és [χ] – mássalhangzó, és a [ɛ], [ι], [ʋ] – magánhangzó. A következő jelek görög betű módosításával jöttek létre: [ɤ], [ɜ], [ʎ], [ʊ] és [ɷ].

## IPA magyar nyelvre
A magyar nyelv 14 magánhangzó- és 24 mássalhangzó-fonémája az IPA rendszerben is megjeleníthető. Az IPA szándékai szerint ez minden nyelvre áll.

## Áttekintés
Fő szimbólumok (betűnként): A, B, C, D, E, F, G, H, I, J, K, L, M, N, O, P, Q, R, S, T, U, V, W, X, Y, Z, Egyéb jelek.
Hangsúlyjelek: Hangsúlyjelek.

## Fő szimbólumok
A szimbólumok a latin ábécéhez való hasonlóság szerinti betűrendben találhatók. Az egyikükre sem hasonlító jelek a táblázat alján találhatók.
| Szimbólum                     | Képen               | Hivatalos megnevezés                                                         | Példák | Leírás |
| ^ Oldal tetejére! A           | ^ Oldal tetejére! A | ^ Oldal tetejére! A                                                          | ^ Oldal tetejére! A | ^ Oldal tetejére! A |
| ----------------------------- | ------------------- | ---------------------------------------------------------------------------- | --- | --- |
| [ a ]?*                       |                     | Elöl képzett, legalsó nyelvállású, ajakréses magánhangzó                     | Spanyol: casa (ház), francia: patte (láb), német: Mann (férfi)                                                                           | Röviden ejtett magyar á, csak palóc nyelvjárásban és egyes erdélyi szociolektusokban fordul elő. Sok angol ajkú az ow betűkapcsolat első tagját ejti így (pl.: cow (tehén)). Néhány angol dialektusban a cat (macska) vagy a father (apa) szóban is ezt ejtik.                                                                 |
| [ aː ]?*                      |                     | Elöl képzett, legalsó nyelvállású, ajakréses magánhangzó                     | Német: Aachen, francia: gare (pályaudvar)                                                                                                | Hosszú [a], a magyar á-nak felel meg. |
| [ ɐ ]?*                       |                     | Középen képzett, alsó-legalsó nyelvállású magánhangzó                        | Angol: cut (vág), német: Kaiserslautern                                                                                                  | Angolban gyakran [ʌ]-nak írják. |
| [ ɑ ]?*                       |                     | Hátul képzett, legalsó nyelvállású, ajakréses magánhangzó                    | Finn: linna (vár), holland: bad (fürdő)                                                                                                  | |
| [ ɑː ]?*                      |                     | Hátul képzett, legalsó nyelvállású, ajakréses magánhangzó                    | Angol: father (apa), francia pâte (tészta)                                                                                               | Hosszú [ɑ]. |
| [ ɑ̃ ]                         |                     | Nazális magánhangzó                                                          | Francia: Caen, sans (nélkül), temps (idő)                                                                                                | Nazális (orrhangú) [ɑ]. |
| [ ɒ ]?*                       |                     | Hátul képzett, legalsó nyelvállású, ajakkerekítéses magánhangzó              | Angol: cot (kempingágy) | Olyan, mint az [ɑ], csak az ajkak kerekebbek. A magyar a-nak felel meg. |
| [ ʌ ]?*                       |                     | Hátul képzett, alsó nyelvállású, ajakréses magánhangzó                       | | Olyan, mint az [ɔ], csak az ajkak nem kerekítettek. (Amikor „[ʌ]”-t használunk angolban, elképzelhető, hogy [ɐ]-t vagy [ɜ]-t ejtünk.) |
| [ æ ]?*                       |                     | Elöl képzett, alsó-legalsó nyelvállású, ajakréses magánhangzó                | Angol: cat (macska) | |
| ^ Oldal tetejére! B           |                     |                                                                              | | |
| [ b ]?*                       |                     | Zöngés ajak-zárhang                                                          | Angol: babble (fecseg) | |
| [ ɓ ]?*                       |                     | Zöngés ajak-implozíva                                                        | Szuahéli: bwana | Mintha [b]-t mondanánk nyelés közben. |
| [ ʙ ]?*                       |                     | Berregtetett ajakhang                                                        | | Olyan, mint a „brrr” hang, mikor fázunk. |
| [ β ]?*                       |                     | Zöngés ajak-réshang                                                          | Spanyol: la Bamba | Lágy [v], csak az ajkak közelítenek egymáshoz. |
| ^ Oldal tetejére! C           |                     |                                                                              | | |
| [ c ]?*                       |                     | Zöngétlen szájpadlás-zárhang                                                 | Török: kebap (kebab), cseh: stín (árnyék), magyar tyúk                                                                                   | Az angol tune (dallam) és cute (aranyos) közötti hang. Néhány nyelvben néha [tʃ]-nek ejtik, például a hindiben. A magyar ty-nek felel meg. |
| [ ç ]?*                       |                     | Zöngétlen szájpadlás-réshang                                                 | Német: Ich (én) | Lágyabban ejtett, mint a [x]. Néhány angol ajkú ezt ejti a huge (óriási) szóban. Ennek a hangnak a létrehozásához hangosan kell suttogni a „ye” szót, mint például a „Hear ye!”-ben. Magyarban példa rá az ihlet. (Gyakran ide veszik a magyarban a technika szót is, ennek ejtése azonban inkább a veláris [x]-val történik.) |
| [ ɕ ]?*                       |                     | Zöngétlen fogmeder-szájpadlás réshang                                        | Mandarin: Xi'an (illatos) | Lágy [ʃ]; hasonló az angol she-hez (ő; nőnemű). |
| [ ɔ ]?*                       |                     |                                                                              | Lásd az O alatt. | |
| ^ Oldal tetejére! D           |                     |                                                                              | | |
| [ d ]?*                       |                     | Zöngés fogmeder-zárhang                                                      | Angol: did (csinált) | |
| [ ɗ ]?*                       |                     | Zöngés fogmeder-implozíva                                                    | Szuahéli: Dodoma | Kortyolásszerű [d]. |
| [ ɖ ]?*                       |                     | Zöngés retroflex zárhang                                                     | Angol: harder (keményebb) | Olyan, mint a [d] úgy ejtve, hogy a nyelvünket hátrahajlítjuk és -toljuk. |
| [ ð ]?*                       |                     | Zöngés fogréshang                                                            | Angol: the (a, az; névelő), bathe (fürdet)                                                                                               | |
| [d͡z]?*                        |                     | Zöngés fogmeder zár-réshang                                                  | Angol: adze (bárd), olasz: zero (nulla)                                                                                                  | |
| [d͡ʒ]?*                        |                     | Zöngés fogmeder mögötti zár-réshang                                          | Angol: judge (bíró) | |
| [d͡ʑ]?*                        |                     | Zöngés fogmeder-szájpadlás zár-réshang                                       | Lengyel: niedźwiedź (medve) | Olyan, mint a [d͡ʒ], csak lágyabb. |
| [dʐ]?*                        | ɖ͡ʐ                  | Zöngés retroflex zár-réshang                                                 | Lengyel: dżem (lekvár) | Olyan, mint a [d͡ʒ] úgy ejtve, hogy a nyelvünket hátrahajlítjuk és -toljuk. |
| ^ Oldal tetejére! E           |                     |                                                                              | | |
| [ e ]?*                       |                     | Elöl képzett, középső nyelvállású, ajakréses magánhangzó                     | Spanyol: fe (); francia: clé | A magyar tájnyelvi ë-nek felel meg. |
| [ eː ]?*                      |                     | Elöl képzett, középső nyelvállású, ajakréses magánhangzó                     | Német: Klee | Hosszú [e]. Hasonló az angol hey e-jéhez. A magyar é-nek felel meg. |
| [ ə ]?*                       |                     | Középen képzett, alsó-középső nyelvállású magánhangzó                        | Angol: above (fent [határozószó]), hindi: ठग [ʈʰəɡ] (bandita, tolvaj)                                                                    | (Angolban csak hangsúlytalan szótagokban.) |
| [ ɚ ]                         |                     | R-rel együtt ejtett ə. (hiv.: r-rel aláfestett magánhangzó )                 | Amerikai angol: runner (futó) | |
| [ ɛ ]?*                       |                     | Elöl képzett, alsó nyelvállású, ajakréses magánhangzó                        | Angol: bet (fogadás) | A magyar e-nek felel meg. |
| [ ɛ̃ ]                         |                     | Nazális (orrhangú) magánhangzó                                               | Francia: Agen, vin (bor), main (kéz) | Nazális (orrhangú) [ɛ]. |
| [ ɜ ]?*                       |                     | Középen képzett, alsó nyelvállású, ajakréses magánhangzó                     | Angol: bird (hosszan ejtve) (madár) | |
| [ ɝ ]                         |                     | R-rel együtt ejtett [ɜ]. (hiv.: r-rel aláfestett magánhangzó)                | Amerikai angol: bird (madár) | |
| ^ Oldal tetejére! F           |                     |                                                                              | | |
| [ f ]?*                       |                     | Zöngétlen labiodentális (felső fogsorral képzett) réshang                    | Angol: fun (szórakozás) | |
| [ ɟ ]?*                       |                     |                                                                              | Lásd a J alatt. | |
| [ ʄ ]?*                       |                     |                                                                              | Lásd a J alatt. | |
| ^ Oldal tetejére! G           |                     |                                                                              | | |
| [ ɡ ]?*                       |                     | Zöngés veláris (hátul képzett) zárhang                                       | Angol: gig (szidás, letolás) | (A betű és a jel nem különbözik egymástól.) |
| [ ɠ ]?*                       |                     | Zöngés veláris (hátul képzett) záralkotó                                     | Szuahéli: Uganda | Mint a [ɡ] nyelés közben hangoztatva. |
| [ ɢ ]?*                       |                     | Zöngés uvuláris (nyelvcsappal képzett) zárhang                               | | Olyan, mint a [ɡ], de jóval hátrébb, egészen a torokban képezzük. Néhány arab dialektusban a q-t ejtik ɢ-nek, mint például a Gaddafit. |
| [ ʒ ]?*                       |                     |                                                                              | Lásd a Z alatt. | |
| ^ Oldal tetejére! H           |                     |                                                                              | | |
| [ h ]?*                       |                     | Zöngétlen glottális (hangszalag-) réshang                                    | Amerikai angol: house (ház) | |
| [ ɦ ]?*                       |                     | Zöngés glottális (hangszalag-) réshang                                       | Angol: ahead, ha gyorsan ejtjük; ukrán: Сергій (Szerhij – a Szergej ukrán megfelelője)                                                   | |
| [ ʰ ]                         |                     | Hehezet                                                                      | | Angolban egy extra levegő-pöfékelés [t] után. Pl.: top [tʰɒp] (csúcs) de például a stop-nál [stɒp], vagy a francia és spanyol [t]-nél nem. A német [t] általában [ʰ] követi. A magyar nyelvre nem jellemző. |
| [ ħ ]?*                       |                     | Zöngétlen garat-réshang                                                      | Arabic محمد Muḥammad (Mohamed) | Messze lent a torokban képezzük, hasonló a [h]-hoz, de keményebb. |
| [ ɥ ]?*                       |                     |                                                                              | Lásd az U alatt. | |
| [ ɮ ]?*                       |                     |                                                                              | Lásd az L alatt. | |
| ^ Oldal tetejére! I           |                     |                                                                              | | |
| [ i ]?*                       |                     | Elöl képzett, felső nyelvállású, ajakréses magánhangzó                       | Francia: ville (város), spanyol Valladolid                                                                                               | A magyar i-nek felel meg. |
| [ iː ]?*                      |                     | Elöl képzett, felső nyelvállású, ajakréses magánhangzó                       | Angol: sea (tenger) | Hosszú [i]. |
| [ ɪ ]?*                       |                     | Elöl-középen képzett, középső-felső nyelvállású, ajakréses magánhangzó       | Angol: sit (ül) | |
| [ ɨ ]?*                       |                     | Középen képzett, felső nyelvállású, ajakréses magánhangzó                    | Orosz: ты (magyar átírással: ti; nemzetközi átírással: ty) (te), török nyelvek átírásában veláris i (latin ábécét használó törököknél ı) | Aγɨš (ótörök átírás az orkhoni feliratokból, „kincs”). Gyakran használják az angol hangsúlytalan szótagokban roses. |
| ^ Oldal tetejére! J           |                     |                                                                              | | |
| [ j ]?*                       |                     | Szájpadlásban képzett közelítőhang                                           | Angol: yes (igen), német: Junge (fiú) | |
| [ ʲ ]                         |                     | Palatalizáció (jésítés/lágyítás)                                             | Orosz: Ленин (magyar átírással: Lenyin, de hivatalosan: Lenin; nemzetközi átírással: Lenin) [lʲeˈnʲɪn]                                   | Az előtte levő mássalhangzót lágyítja. |
| [ ʝ ]?*                       |                     | Zöngés szájpadlás-réshang                                                    | Spanyol: cayo (nem minden nyelvjárásban!)                                                                                                | Mint a hosszú magyar j, például a jöjjön szóban. |
| [ ɟ ]?*                       |                     | Zöngés szájpadlás-zárhang                                                    | Magyar: gyöngy | A magyar gy-nek felel meg. |
| [ ʄ ]?*                       |                     | Zöngés szájpadlás-implozíva (záralkotó hang)                                 | Szuahéli: jambo | Olyan, mint a [ɟ] nyelés közben. |
| ^ Oldal tetejére! K           |                     |                                                                              | | |
| [ k ]?*                       |                     | Zöngétlen veláris (hátul képzett) zárhang                                    | Angol: kick (rúg), skip (kihagy) | |
| ^ Oldal tetejére! L           |                     |                                                                              | | |
| [ l ]?*                       |                     | Fogmederrel képzett oldal-közelítőhang                                       | Angol: leaf (falevél) | |
| [ ɫ ]?*                       |                     | Velarizált (hátsó) fogmederrel képzett oldal-közelítőhang                    | Angol wool (gyapjú) | „Sötét” l/ℓ. |
| [ ɬ ]?*                       |                     | Zöngétlen fogmederrel képzett oldalréshang                                   | Zulu: hlala (ül) | Ahhoz hasonló, mikor [l]-t és [ʃ]-t vagy [l]-t és [θ]-t ejtünk egyszerre. Megtalálható néhány walesi névben, például a Lloydban és a Llywelynben valamint Nelson Mandela xhosza nevében, a Rolihlahlában. |
| [ ɭ ]?*                       |                     | Retroflex oldal-közelítőhang                                                 | | Olyan, mint amikor hátrahajlított és -tolt nyelvvel [l]-t ejtünk. |
| [ ɺ ]?*                       |                     | Fogmederrel képzett oldal-legyintőhang                                       | | Csapkodott [l], ahhoz hasonló, mikor [l]-t és [ɾ]-t ejtünk egyszerre. |
| [ ɮ ]?*                       |                     | Zöngés fogmederrel képzett oldal-réshang                                     | Zulu: dla (eszik) | Ahhoz hasonló, mikor [l]-t és [ʒ]-t, vagy [l]-t és [ð]-t ejtünk egyszerre. |
| ^ Oldal tetejére! M           |                     |                                                                              | | |
| [ m ]?*                       |                     | Bilabiális (ajak-ajak) orrhang                                               | Angol: mime (pantomim) | |
| [ ɱ ]?*                       |                     | Labiodentális (fog-ajak) orrhang                                             | Angol: symphony (szimfónia) | Olyan, mint az [m], de az ajkak úgy érintik a fogakat, mint az [f]-nél. |
| [ ɯ ]?*                       |                     |                                                                              | Lásd a W alatt. | |
| [ ʍ ]?*                       |                     |                                                                              | Lásd a W alatt. | |
| ^ Oldal tetejére! N           |                     |                                                                              | | |
| [ n ]?*                       |                     | Fogmeder-orrhang                                                             | Angol: nun (apáca) | |
| [ ŋ ]?*                       |                     | Velar nasal                                                                  | Angol: sing (énekel) | Veláris (hátul képzett) orrhang |
| [ ɲ ]?*                       |                     | Szájpadlásban képzett orrhang                                                | Spanyol: Peña (kő), francia: champagne (pezsgő)                                                                                          | Olyasmi, mint az angol canyon (kanyon). A magyar ny-nek felel meg. |
| [ ɳ ]?*                       |                     | Retroflex orrhang                                                            | Hindi: वरुण [ʋəruɳ] „Varuna” | Olyan, mint amikor hátrahajlított és -tolt nyelvvel [n]-t ejtünk. |
| [ ɴ ]?*                       |                     | Nyelvcsappal képzett orrhang                                                 | Kasztíliai spanyol: Don Juan [doɴˈχwan]                                                                                                  | Messze lent a torokban képzett [ŋ]. |
| ^ Oldal tetejére! O           |                     |                                                                              | | |
| [ o ]?*                       |                     | Közepesen zárt hátulsó ajakkerekítéses magánhangzó                           | Spanyol: no, francia: eau | |
| [ oː ]?*                      |                     | Hátul képzett, középső nyelvállású, ajakkerekítéses magánhangzó              | Német: Boden, francia: Vosges | Hosszú [o]. A magyar ó-nak felel meg. |
| [ ɔ ]?*                       |                     | Hátul képzett, alsó nyelvállású, ajakkerekítéses magánhangzó                 | Német: Oldenburg, francia: Garonne | |
| [ ɔː ]?*                      |                     | Hátul képzett, alsó nyelvállású, ajakkerekítéses magánhangzó                 | Angol: law, francia: Limoges | Hosszú [ɔ]. |
| [ ɔ̃ ]                         |                     | Nazális (orrhangú) [ɔ].                                                      | Francia: Lyon, son | |
| [ ø ]?*                       |                     | Elöl képzett, középső nyelvállású, ajakkerekítéses magánhangzó               | Francia: feu, bœufs | Mint az [e], de az ajkakat kerekítjük, mint az [o]-ban. A magyar ö-nek felel meg. |
| [ øː ]?*                      |                     | Elöl képzett, középső nyelvállású, ajakkerekítéses magánhangzó               | Német: Goethe, francia: Deûle, neutre | Hosszú [ø]. A magyar ő-nek felel meg. |
| [ ɵ ]?*                       |                     | Középen képzett, középső nyelvállású, ajakkerekítéses magánhangzó            | Svéd: dum | Félúton az [o] és [ø] között. Hasonlít az [ʊ]-hoz, de a nyelvet kissé lejjebb és előrébb helyezzük. |
| [ œ ]?*                       |                     | Elöl képzett, alsó nyelvállású, ajakkerekítéses magánhangzó                  | Francia: bœuf, seul, német: Göttingen | Mint az [ɛ], de az ajkakat kerekítjük, mint az [o]-ban. |
| [œː]?*                        |                     | Elöl képzett, alsó nyelvállású, ajakkerekítéses magánhangzó                  | Francia: œuvre, heure | Hosszú [œ]. |
| [ œ̃ ]                         |                     | Nazális (orrhangú) [œ].                                                      | Francia: brun, parfum | |
| [ɶ]?*                         |                     | Elöl képzett, legalsó nyelvállású, ajakkerekítéses magánhangzó               | Stockholmi svéd: öra | |
| [ θ ]?*                       |                     | Zöngétlen fog-réshang                                                        | Angol: thigh, bath | |
| [ ɸ ]?*                       |                     | Zöngétlen bilabiális (ajak-ajak) réshang                                     | Japán: 富士 [ɸɯdʑi] Fudzsi | Mint a [p], de az ajkak nem találkoznak |
| ^ Oldal tetejére! P           |                     |                                                                              | | |
| [ p ]?*                       |                     | Zöngétlen bilabiális (ajak-ajak) zárhang                                     | Angol: pip, spit | |
| ^ Oldal tetejére! Q           |                     |                                                                              | | |
| [ q ]?*                       |                     | Zöngétlen nyelvcsap-zárhang                                                  | Arab: Qur’ān (Korán). | Mint a [k], de hátrább, a torokban képzett. |
| ^ Oldal tetejére! R           |                     |                                                                              | | |
| [ r ]?*                       |                     | Fogmeder-pergőhang                                                           | Spanyol: perro, skót angol: borrow | „Pergetett R”. |
| [ ɾ ]?*                       |                     | Fogmeder-legyintőhang                                                        | Spanyol: pero, amerikai angol kitty/kiddie                                                                                               | „Legyintett R”. |
| [ ʀ ]?*                       |                     | Nyelvcsap-pergőhang                                                          | | A hátsó torokban képzett pergetett „r”. Előfordul bizonyos konzervatív francia regiszterekben „r” helyett. |
| [ ɽ ]?*                       |                     | Retroflex legyintőhang                                                       | Hindi साड़ी [sɑːɽiː] (szári) | Mint a legyintett, tehát egyszer pergetett [ɾ], úgy ejtve, hogy a nyelvünket hátrahajlítjuk. |
| [ ɹ ]?*                       |                     | Fogmederrel képzett közelítőhang                                             | Angol: borrow | |
| [ ɻ ]?*                       |                     | Retroflex közelítőhang                                                       | Amerikai angol: borrow, butter | Mint az [ɹ], de úgy ejtve, hogy a nyelvünket hátrahajlítjuk. |
| [ ʁ ]?*                       |                     | Zöngés nyelvcsap-réshang                                                     | Francia: Paris, német: Riemann | A torok hátsó részében képezzük, de pergetés nélkül. |
| ^ Oldal tetejére! S           |                     |                                                                              | | |
| [ s ]?*                       |                     | Zöngétlen fogmeder-réshang                                                   | Angol: sass | A magyar sz-nek felel meg. |
| [ ʃ ]?*                       |                     | Zöngétlen fogmeder mögötti réshang                                           | Angol: she (ő; nőnemű). | A magyar s-nek felel meg. |
| [ ʂ ]?*                       |                     | Zöngétlen retroflex réshang                                                  | Mandarin: Shàolín, orosz: Пушкин (Puskin)                                                                                                | Hasonlóan hangzik mint az [ʃ], úgy ejtve, hogy a nyelvünket hátrahajlítjuk vagy -toljuk. |
| ^ Oldal tetejére! T           |                     |                                                                              | | |
| [ t ]?*                       |                     | Zöngétlen fogmeder-zárhang                                                   | Angol:tot, stop | |
| [ ʈ ]?*                       |                     | Zöngétlen retroflex zárhang                                                  | Hindi: ठग [ʈʰəɡ] (tolvaj) | Mint a [t], úgy ejtve, hogy a nyelvünket hátrahajlítjuk vagy -toljuk. |
| [ ts ]?*                      |                     | Zöngétlen fogmeder zár-réshang                                               | Angol:cats, orosz: царь (cár) | A magyar c-nek felel meg. |
| [ tʃ ]?*                      |                     | Zöngétlen fogmeder mögötti zár-réshang                                       | Angol: church (templom) | A magyar cs-nek felel meg. |
| [ tɕ ]?*                      |                     | Zöngétlen fogmeder-szájpadlás zár-réshang                                    | Mandarin: 北京 Beijing?*, lengyel: ciebie „téged, neked”                                                                                 | Mint a [tʃ], de jobban 'j'-vel ejtve. |
| [ tʂ ]?*                      |                     | Zöngétlen retroflex zár-réshang                                              | Mandarin: zh, lengyel: cz | Mint a [tʃ], úgy ejtve, hogy a nyelvünket hátrahajlítjuk vagy -toljuk. |
| ^ Oldal tetejére! U           |                     |                                                                              | | |
| [ u ]?*                       |                     | Hátul képzett, felső nyelvállású, ajakkerekítéses magánhangzó                | Francia: vous (ön) | |
| [ uː ]?*                      |                     | Hátul képzett, felső nyelvállású, ajakkerekítéses magánhangzó                | Francia: Rocquencourt, német:Schumacher, kozel az angolfoodhoz                                                                           | Hosszú [u]. |
| [ ʊ ]?*                       |                     | Hátul-középen képzett, középső-felső nyelvállású magánhangzó                 | Angol: foot (láb), német:Bundesrepublik                                                                                                  | |
| [ ʉ ]?*                       |                     | Középen képzett, felső nyelvállású, ajakkerekítéses magánhangzó              | Ausztrál angol: food (hosszú) | Mint az [ɨ], de az ajkakat az [u]-hoz hasonlóan kerekítjük. |
| [ ɥ ]?*                       |                     | Ajak-szájpadlás közelítőhang                                                 | Francia: lui | Mintha [j]-t és [w]-t együtt ejtenénk. |
| [ ɯ ]?*                       |                     | Hátul képzett, felső nyelvállású, ajakréses magánhangzó                      | Lásd a W alatt | |
| ^ Oldal tetejére! V           |                     |                                                                              | | |
| [ v ]?*                       |                     | Zöngés labiodentális (ajak-fog) réshang                                      | Angol: verve | |
| [ ʋ ]?*                       |                     | Labiodentális (ajak-fog) közelítőhang                                        | Hindi: वरुण [ʋəruɳə] (Varuna) | A [v] és [w] között. |
| [ ɣ ]?*                       |                     | Zöngés veláris (hátul képzett) réshang                                       | Arab, szuahéli: ghali (drága) | Hasonlít a francia [ʁ]-hez. |
| [ ɤ ]?*                       |                     | Hátul képzett, középső nyelvállású, ajakréses magánhangzó                    | Mandarin: Hénán | Mint az [o], de az ajkakat nem kerekítjük, körülbelül az [ʊ] és [ʌ] között. |
| [ ʌ ]?*                       |                     |                                                                              | Lásd az A alatt | |
| ^ Oldal tetejére! W           |                     |                                                                              | | |
| [ w ]?*                       |                     | Zöngés labioveláris (ajak-hátsószájpadlás) közelítőhang                      | Angol: wow | Hasonlóan a magyar augusztus szóban az u-nak felel meg. |
| [ ʷ ]                         |                     | Labializáció (ajakkerekítés)                                                 | Angol: rain [ɹʷɛn] (eső), quick (gyors)                                                                                                  | Az előtte álló mássalhangzó ajakkerekítéses kiejtését jelzi. |
| [ ʍ ]?*                       |                     | Zöngétlen labioveláris (ajak-hátsószájpadlás) réshang                        | Angol: what (bizonyos nyelvjárásokban)                                                                                                   | Mint a [h] és [w] együtt |
| [ ɯ ]?*                       |                     | Hátul képzett, felső nyelvállású, ajakréses magánhangzó                      | Török: kayık (caïque) | Mint az [u], lapos ajkakkal ejtve; hasonlít az [ʊ]-hoz. |
| [ ɰ ]?*                       |                     | Zöngés veláris (hátul képzett) közelítőhang                                  | Spanyol: agua | |
| ^ Oldal tetejére! X           |                     |                                                                              | | |
| [ x ]?*                       |                     | Zöngétlen veláris (hátul képzett) réshang                                    | Skót angol: loch, német: Bach, orosz хороший [xɐˈroʂɨj] (jó)                                                                             | Magyarban a technika, technikum stb. |
| [ χ ]?*                       |                     | Zöngétlen nyelvcsap-réshang                                                  | Holland: Scheveningen, kasztíliai spanyol: Don Juan [doɴˈχwan]                                                                           | Mint az [x], de hátrább, a torokban képezve. A németben és arabban egyesek [x] helyett használják. |
| ^ Oldal tetejére! Y           |                     |                                                                              | | |
| [ y ]?*                       |                     | Elöl képzett, felső nyelvállású, ajakkerekítéses magánhangzó                 | Francia: rue (utca) | Mint az [i], de az ajkakat kerekítjük, mint az [u]-ban. A magyar ü-nek felel meg. |
| [ yː ]?*                      |                     | Elöl képzett, felső nyelvállású, ajakkerekítéses magánhangzó                 | Német: Bülow, francia: sûr | Hosszú [y]. A magyar ű-nek felel meg. |
| [ ʏ ]?*                       |                     | Elöl-középen képzett, középső-felső nyelvállású, ajakkerekítéses magánhangzó | Német: Eisenhüttenstadt | Mint az [ɪ], de az ajkakat kerekítjük, mint az [ʊ]-ban. |
| [ ʎ ]?*                       |                     | Szájpadlás oldal-közelítőhang                                                | Kasztíliai spanyol: llama | Közelebb a [j]-hez mint az [l]-hez. Mint az angol: million. A magyar ly régies ejtése. |
| [ ɥ ]?*                       |                     |                                                                              | Lásd az U alatt | |
| [ ɤ ]?*                       |                     |                                                                              | Lásd a V alatt | |
| [ ɣ ]?*                       |                     |                                                                              | Lásd a V alatt | |
| ^ Oldal tetejére! Z           |                     |                                                                              | | |
| [ z ]?*                       |                     | Zöngés fogmeder-réshang                                                      | Angol: zoos | |
| [ ʒ ]?*                       |                     | Zöngés fogmeder mögötti réshang                                              | Angol: vision, francia: journal | A magyar zs-nek felel meg. |
| [ ʑ ]?*                       |                     | Zöngés fogmeder-szájpadlás réshang                                           | formális orosz: жжёшь [ʑːoʂ] (égsz) | Inkább [j] mint [ʒ], kissé mint az angol: beigey. |
| [ ʐ ]?*                       |                     | Zöngés retroflex réshang                                                     | Mandarin: 人民日报 pinjin: Rénmín Rìbào (kínai napilap), orosz: журнал (folyóirat)                                                       | Olyan, mint amikor hátrahajlított és -tolt nyelvvel [ʒ]-t ejtünk. |
| [ ɮ ]?*                       |                     |                                                                              | Lásd az L alatt | |
| ^ Oldal tetejére! egyéb jelek |                     |                                                                              | | |
| [ ʔ ]?*                       |                     | Hangszalagzár                                                                | Angol: uh-oh, Hawai‘i, button(Brit angol) [ˈbʌʔn̩]                                                                                        | Hangszalagzár, egy rövid szünet, amely a hangszalagok zárásának hirtelen oldásakor keletkezik. Előfordulhat két külön szóban lévő magánhangzó között (pl: Deus ex machina [ˌdeɪəsˌʔɛksˈmɑːkɨnə]). |
| [ ʕ ]?*                       |                     | Zöngés garatréshang                                                          | Arab: عربي (carabī) (arab) | A torok mélyén alkotott finom hang |
| [ ǀ ]?*                       |                     | Fogcsettintés                                                                | Angol: tsk-tsk! or tut-tut!, zulu: icici (fülbevaló)                                                                                     | (Az angol helytelenítő csettintés.) A zimbabwei politikus Ncube neve is tartalmazza ezt a csettintést. |
| [ ǁ ]?*                       |                     | Fogmederrel alkotott csettintés                                              | Angol: tchick! tchick!, Zulu ixoxo (béka)                                                                                                | (Angolban a lovat biztató csettintés.) A xhosza (ǁʰɔsɑ) nyelv nevében az első hang. |
| [ ǃ ]?*                       |                     | Fogmeder mögött alkotott csettintés                                          | Zulu: iqaqa (görény) | Üres pukkanásszerű hang, mint amikor a dugót az üvegből kihúzzuk. |

## Mellékjelek
| Jel  | Példa                                   | Leírás | Leírás |
| ---- | --------------------------------------- | --- | --- |
| [ˈa] | Angol: pronunciation [pʰɹɜʊ̯ˌnɐnsiˈeɪʃn̩] | Főhangsúly. A jel utáni szótag hangsúlyos. | Főhangsúly. A jel utáni szótag hangsúlyos. |
| [ˌa] | Angol: pronunciation [pʰɹɜʊ̯ˌnɐnsiˈeɪʃn̩] | Mellékhangsúly. A jel utáni szótag hangsúlyos. | Mellékhangsúly. A jel utáni szótag hangsúlyos. |
| [aː] | Angol shh! [ʃː]                         | Hosszú hang. Angol magánhangzóknál és kettőshangzóknál gyakori; pl. Mayo /ˈmeːoː/ for [ˈmeɪ̯ɜʊ̯], etc.                                                        | Hosszú hang. Angol magánhangzóknál és kettőshangzóknál gyakori; pl. Mayo /ˈmeːoː/ for [ˈmeɪ̯ɜʊ̯], etc.                                                        |
| [aˑ] | Angol caught [ˈkʰɔˑt]                   | Félhosszú hang. Hosszabb mint a cot [ˈkʰɒt] (ami egyébként más magánhangzó)                                                                                 | Félhosszú hang. Hosszabb mint a cot [ˈkʰɒt] (ami egyébként más magánhangzó)                                                                                 |
| [u̯]  | Angol cow [kʰaʊ̯], koi [kʰɔɪ̯]            | Félhangzó. Azt jelzi, hogy ez a magánhangzó a következő magánhangzóba megy át. (Angolban gyakran kihagyjuk a jelet: [kaʊ].)                                 | Félhangzó. Azt jelzi, hogy ez a magánhangzó a következő magánhangzóba megy át. (Angolban gyakran kihagyjuk a jelet: [kaʊ].)                                 |
| [ã]  | Francia vin blanc [vɛ̃blɑ̃] (fehér bor)   | Orrhangú magánhangzó, mint a texasi kiejtésben. | Orrhangú magánhangzó, mint a texasi kiejtésben. |
| [n̥]  |                                         | Zöngétlen mássalhangzó. Pl. az [n̥] - olyan mint egy suttogó lélegzet az orron keresztül; [l̥] a tibeti Lhasa-ban fordul elő.                                 | Zöngétlen mássalhangzó. Pl. az [n̥] - olyan mint egy suttogó lélegzet az orron keresztül; [l̥] a tibeti Lhasa-ban fordul elő.                                 |
| [n̩]  | Angol button                            | Mássalhangzó magánhangzó nélkül, amely külön szótagmagot alkothat. (Angol [n̩] gyakran /ən/-ként átírva.)                                                    | Mássalhangzó magánhangzó nélkül, amely külön szótagmagot alkothat. (Angol [n̩] gyakran /ən/-ként átírva.)                                                    |
| [d̪]  | Spanyol dos, francia deux               | Dentális mássalhangzó. A nyelv jobban hozzáér a foghoz, mint az angolban.                                                                                   | Dentális mássalhangzó. A nyelv jobban hozzáér a foghoz, mint az angolban.                                                                                   |
| [k’] | Zulu ukuza (jön)                        | Ejektív mássalhangzó. Nagy nyomatékkal ejtett mássalhangzók. Mint egy torokból lökött, pukkantott [k]. A [t’], [p’], [q’], [tʃ’], [ts’] és [tɬ’] hasonlóak. | Ejektív mássalhangzó. Nagy nyomatékkal ejtett mássalhangzók. Mint egy torokból lökött, pukkantott [k]. A [t’], [p’], [q’], [tʃ’], [ts’] és [tɬ’] hasonlóak. |
| [á]  | Mandarin 妈妈 [mámā] (anya)             | Magas tónus. | Vigyázat! A pinjin latin betűs átírás is használja ezeket a jeleket, de más jelentéssel. (A thai átírás az IPA-t követi.)                                   |
| [ā]  | Mandarin 妈妈 [mámā] (anya)             | Normál tónus. | Vigyázat! A pinjin latin betűs átírás is használja ezeket a jeleket, de más jelentéssel. (A thai átírás az IPA-t követi.)                                   |
| [à]  | Mandarin 马的 [màdɤ] (lovak)            | Mély tónus. | Vigyázat! A pinjin latin betűs átírás is használja ezeket a jeleket, de más jelentéssel. (A thai átírás az IPA-t követi.)                                   |
| [â]  | Mandarin 骂 [mâ] (szid)                 | Ereszkedő tónus | Vigyázat! A pinjin latin betűs átírás is használja ezeket a jeleket, de más jelentéssel. (A thai átírás az IPA-t követi.)                                   |
| [ǎ]  | Mandarin 麻 [mǎ] (kender)               | Emelkedő tónus | Vigyázat! A pinjin latin betűs átírás is használja ezeket a jeleket, de más jelentéssel. (A thai átírás az IPA-t követi.)                                   |
| [.]  | Angol London [ˌlɐn.dən]                 | Szótagszünet. (Gyakran ez felesleges és kihagyjuk.) | Szótagszünet. (Gyakran ez felesleges és kihagyjuk.) |

## Ingyenes IPA-betűtípusok letöltése
- Gentium, egy professzionálisan megtervezett nemzetközi betűtípus (latin, görög, cirill) álló és dőlt betűképpel, amelyben az IPA is szerepel, de a tonális betűk vagy az új labiodentális legyintőhang jele még nem.
- Charis SIL, egy igen átfogó nemzetközi betűtípus (latin, görög, cirill) álló, dőlt és félkövér betűképpel, amelyben szerepelnek tonális betűk, az IPA-magánhangzók előre elkészített tonális mellékjelei, az új labiodentális legyintőhang és sok más kevésbé általános fonetikai jel.
- Doulos SIL, egy Times/Times New Roman stílusú betűtípus. Ugyanazok a karakterek vannak benne, mint a Charis SIL-ben, de csak egyetlen betűképpel, az állóval.
- SIL93, a korábbi SIL IPA93 betűtípusok (Manuscript és Sophia) Unicode-ban újrakódolva.
- DejaVu betűtípus, egy nyílt forráskódú fontcsalád, amely a Bitstream Vera betűtípusokból ered.
- Tesztoldal telepített betűtípusok számára. Alternatív variánsok és tonális betűk is szerepelnek rajta.